# Sega Lindbergh
Sega Lindbergh (リ ン ド バ ー グ) es una plataforma arcade desarrollada por Sega como sucesora del sistema arcade Sega NAOMI 2. Se lanzó en 2005 y actuó como el sistema de arcade "principal" de Sega hasta el lanzamiento de la plataforma Sega RingEdge en 2009.

## Hardware
A diferencia de las plataformas arcade anteriores que habían sido sistemas a medida o basados en tecnología de consola doméstica, la familia Lindbergh (y prácticamente todos sus sucesores) reflejan la arquitectura que se ve en las PC estándar, con un Intel Pentium 4 como su CPU principal y las tarjetas gráficas suministradas por NVIDIA. Sega había planeado originalmente usar la Xbox 360 de Microsoft como base para la placa arcade, pero se cree que se optó por hardware de PC estándar por resultar más rentable. Según el director de Sega-AM2, Hiroshi Kataoka, transferir títulos de Lindbergh (como Virtua Fighter 5) a la PlayStation 3 de Sony fue generalmente más fácil que migrar a Xbox 360, porque Lindbergh y PS3 usan una GPU similar. Lindbergh fue introducido por Sega cuando la industria de las salas de juegos y la propia empresa estaban experimentando grandes cambios. En última instancia, solo Initial D Arcade Stage 4 (luego renombrado a Initial D: Extreme Stage), Virtua Fighter 5, After Burner Climax y The House of the Dead 4 se lanzaron en consola, y los dos últimos se portaron media década después. Los juegos de arcade se volvieron cada vez más exclusivos de los operadores de arcade, para mantener un incentivo para que las personas vayan a lugares reales tanto en Japón como en el mundo occidental. 

## Variantes
Hay cinco variantes de Lindbergh, cada una designada por color, aunque se cree que el diseño de la carcasa es muy similar en todas ellas. El amarillo es el sistema Lindbergh "estándar", utilizado para la mayoría de los juegos "grandes" de Sega que no necesitan requisitos especiales. 

## Lista de juegos
- Virtua Fighter 5 (2005)
- The House of the Dead 4 (2005)
- Virtua Tennis 3 (2006)
- Ami-Gyo (2006)
- After Burner Climax (2006)
- OutRun 2 SP SDX (2006)
- Let's Go Jungle!: Lost on the Island of Spice (2006)
- Attractive Deck Poker (2007)
- Initial D Arcade Stage 4 (2007)
- Wally wo Sagase The Medal (2008)
- Hummer (2008)
- Sega Race TV (2008)
- R-Tuned: Ultimate Street Racing (2008)
- Virtua Fighter 5 R (2008)
- Harley-Davidson: King of the Road(2009)
- Hummer Extreme Edition (2009)
- Initial D Arcade Stage 5 (2009)
- Cloud Nine (200x)
- Cosmic Challenge (200x)
- Gatling Poker (200x)
- Virtua Fighter 5: Final Showdown (2010)

- The House of the Dead 4 Special (2006)
- Let's Go Jungle Special (2007)
- Psy-Phi (2006) (unreleased)
- Sega Networks Club (2007)
- Sega Networks Club Ver 2.0 (2008)
- Sega Networks Club Ver 3.0 (2009)

- Datos: Q1143279